# Wiccan (personaggio)
Wiccan, il cui vero nome è William "Billy" Kaplan, è un personaggio dei fumetti, creato da Allan Heinberg (testi) e Jim Cheung (disegni) nel 2004, pubblicato dalla Marvel Comics. La sua prima apparizione è in Young Avengers n. 1 (aprile 2005).
È uno dei membri fondatori dei Giovani Vendicatori. L'originale nome di battaglia di Billy era Asgardiano. Assieme al suo compagno Hulkling costituisce una delle poche coppie di adolescenti gay presenti nei fumetti.

## Biografia del personaggio

### William Maximoff
William nasce, insieme al fratello gemello Thomas, come figlio della maga Wanda Maximoff e dell'androide Visione, entrambi membri di spicco dei Vendicatori. Wanda riesce ad accedere temporaneamente a una grande fonte di energia magica e ciò le permette di esaudire il suo desiderio di avere una famiglia.
I gemelli vengono rapiti da Pandemonium, che li consegna al suo signore Mefisto. Quest'ultimo sostiene che, dopo essere stato sconfitto da Franklin Richards, la sua essenza venne divisa in più parti che si dispersero e Wanda ha inavvertitamente usato due di questi pezzi per dare vita ai suoi due figli, che in realtà sono costrutti magici; Mefisto riassorbe l'energia, apparentemente cancellando dall'esistenza Thomas e William. L'accaduto porta alla fine del matrimonio tra Wanda e Visione.
In Vendicatori divisi, viene ipotizzato che i gemelli siano stati effettivamente creati dai poteri di distorsione della realtà che Wanda Maximoff ha sempre avuto, a sua stessa insaputa. La teoria si rivela falsa in La crociata dei bambini, che chiarisce che Wanda ha ottenuto poteri di distorsione della realtà solo temporanei durante gli eventi Vendicatori divisi a causa delle macchinazioni del Dottor Destino. Nella storia, William e Thomas vengono descritti come "anime perdute" che sono state "prese" piuttosto che reclamate da Mefisto, ragion per cui Scarlet ipotizza che Mefisto abbia mentito sulle origini e la natura dei gemelli.
In qualche modo, anni prima del matrimonio di Wanda e Visione, i loro figli gemelli rinascono come Thomas Shepherd e Billy Kaplan, due ragazzi fisicamente identici (tranne che per il colore dei capelli) ma nati da famiglie diverse.

### Billy Kaplan
William "Billy" Kaplan è il maggiore di tre figli nati da Jeff Kaplan, un cardiologo, e da Rebecca Kaplan, una psicologa. Regolarmente bullizzato a scuola, Billy ammira i supereroi, in particolare la squadra dei Vendicatori, e trova conforto andando fuori dal cancello della magione della squadra . Un giorno, dopo essere stato picchiato da dei bulli, Billy incontra quella che a sua insaputa è la sua vera madre, Scarlet, che cura le sue ferite e lo incoraggia a resistere la prossima volta che verrà preso di mira.
Qualche settimana dopo, Billy interviene a difendere un altro ragazzo che sta venendo bullizzato e manifesta per la prima volta i suoi poteri magici, quasi uccidendo il bullo. Successivamente, inizia a esercitarsi con i suoi poteri, scoprendo di poter generare fulmini, volare e lanciare incantesimi recitando come formula quello che vuole ottenere.
Anni dopo Scarlet, influenzata da Destino e sopraffatta dall'improvviso aumento dei suoi poteri, attacca i Vendicatori, distruggendo Visione e la base del gruppo. Dopo che i Vendicatori l'hanno sottomessa, inconsapevoli di essere stati influenzati, si sciolgono.

### Giovani Vendicatori
Prima della sua distruzione, Visione crea un protocollo per attivare e reclutare una squadra di giovani con abilità sovrumane collegati in qualche modo ai Vendicatori. Uno dei prescelti è Billy; Visione ha infatti appreso che il suo potere è simile a quello di Wanda Maximoff. Iron Lad, una versione giovane e incorrotta del cattivo temporale Kang il Conquistatore, diventa il leader del gruppo, chiamato Giovani Vendicatori. Il nome in codice da supereroe scelto inizialmente da Billy è "Asgardian". Durante le avventure iniziali della squadra, Billy inizia a flirtare con il compagno di squadra Teddy Altman, il mutaforma chiamato Hulkling.
Iron Lad in seguito scompare, ma i suoi schemi di onde cerebrali vengono utilizzati, insieme alla sua armatura, per creare una nuova versione di Visione che assomiglia a un adolescente e ha una propria personalità. Dopo qualche tempo, Billy decide di cambiare il suo nome in codice in "Wiccan". Nonostante i principali Vendicatori si siano ora riformati, i Giovani Vendicatori continuano a operare come una squadra indipendente. In seguito, Billy e Teddy iniziano a frequentarsi come coppia e Wiccan comincia a usare i " libri di auto-aiuto " di proprietà della madre di Hulkling per aiutarsi con il lancio degli incantesimi.

### Guerra Civile
Durante la guerra civile tra i Vendicatori, Billy e Tommy progettano di cercare Wanda, ma lo SHIELD arresta i Giovani Vendicatori in quanto non si sono registrati all'Atto dei superumani. Falcon e Capitan America intercettano il furgone SHIELD che sta trasportando i prigionieri e Wiccan teletrasporta via la squadra, nella base operativa dei degli eroi appartenenti alla resistenza.
I Runaways cercano di restare fuori dal conflitto, ma vengono presi di mira dal governo che quasi li cattura. Venuti a conoscenza di ciò, i Giovani Vendicatori decidono di aiutare i Runaways anche se Capitan America si oppone. Wiccan usa la sua magia per localizzare e teletrasportarsi dai Runaways, ma questi ultimi credono che i Giovani Vendicatori siano venuti per catturarli e ne consegue uno scontro finché Eli Bradley (Patriot) riesce a convincere Nico Minoru a fermare le ostilità. Le due squadre vengono successivamente attaccate da Noh-Varr, che cattura Wiccan, Karolina e Hulkling e quasi uccide il fuggitivo Xavin. I ragazzi sono imprigionati al Custode, che viviseziona l'inconscio Teddy. I ragazzi vengono salvati da Xavin, la cui fisiologia Skrull gli permette di riprendersi dall'attacco di Noh-Varr; quasi uccide il Custode, ma viene fermato da Teddy.
Wiccan è tra i Vendicatori Segreti che prendono parte alla prima grande battaglia della guerra civile. Tony Stark e Peter Parker realizzano che bisogna abbattere immediatamente i due super ribelli dotati di potere di teletrasporto, che potrebbero far scappare loro e i compagni una volta caduti nell'imboscata; pertanto, i primi a essere sconfitti sono Wiccan e Cloak. L'attacco a due dei seguaci più giovani fa infuriare Capitan America, pertanto la battaglia che ne segue è estremamente violenta e si conclude con l'uccisione di Golia da parte di Ragnarok, clone robotico di Thor creato da Stark, Hank Pym e Reed Richards. La maggior parte del gruppo anti-registrazione riesce a fuggire, ma Wiccan viene lasciato indietro e catturato dagli eroi dalla parte del governo. Billy e gli altri eroi anti-registrazione imprigionati vengono poi liberati in un raid guidato da Capitan America.
Successivamente agli scontri, Billy trascorre gran parte del tempo in casa, apparentemente messo in punizione dai genitori, che vogliono che si registri all'Atto dei superumani.

### Cercando Scarlet
Billy si riunisce con suo fratello gemello Tommy per cercare Wanda attraverso Genosha e Wundagore. Si imbattono in Pandemonium in un'ex residenza di Scarlet e Visione e lui decide di non combatterli dopo aver identificato la magia di Wiccan come quella di Wanda; racconta loro cos'è successo tra la loro madre e Mefisto, consigliando ai ragazzi di lasciare stare il passato, essendo pieno di "oscurità e caos", e che dovrebbero abbracciare la loro identità attuale. Billy decide di ascoltarlo e interrompe la ricerca per concentrarsi sulla persona che è adesso e sui suoi cari

### L'invasione Skrull
Billy e i Giovani Vendicatori si alleano nuovamente con i Runaways per combattere gli Skrull quando invadono la Terra.

### L'assedio ad Asgard
Wiccan riunisce i Giovani Vendicatori presso la sede dei Vendicatori per rispondere all'ondata di caos soprannaturale causata da Chthon. La squadra viene trasformata in pietra dalla magia di Chthon, ad eccezione di Visione e Stature.
Il Dottor Strange, l'ex Stregone Supremo, visita Wiccan per discutere della possibilità che diventi il nuovo Stregone Supremo, finché non arriva Hood che inizia con Strange un duello magico. Nonostante Strange gli ordini di fuggire, Billy lo aiuta, poi i due devono teletrasportarsi dal Nuovi Vendicatori per assistenza. Successivamente, viene visto controllato da Incubo.
Durante l'assedio di Asgard, Wiccan e gli altri Giovani Vendicatori sono tra coloro che rispondono all'appello di Steve Rogers con lo scopo di rovesciare il regime di Norman Osborn e difendere Asgard. Wiccan, un amante della mitologia asgardiana, combatte nella battaglia e insieme a Hulkling sconfigge la Squadra Distruttrice mentre quest''ultima sta devastando la Sala del Trono dopo la caduta di Asgard. Con grande preoccupazione di Teddy, Wiccan manifesta una vastità di poteri molto più ampia del consueto, producendo fulmini per sconfiggere i criminali.

### La crociata dei bambini
Durante uno scontro tra i Figli del Serpente e i Giovani Vendicatori, Wiccan perde il controllo dei suoi poteri e manda tutti i terroristi in coma. I Vendicatori prendono Billy in custodia per esaminare la portata delle sue capacità, temendo che possa causare un'enorme devastazione se dovesse perdere nuovamente il controllo; gli eroi spiegano ai Giovani Vendicatori che ciò era successo alla madre di Billy, Scarlet, la quale, impazzita dal dolore dopo aver perso i suoi figli, ha ucciso molti compagni di squadra, cambiato la realtà e provocato il depotenziamento e morte di milioni di mutanti. Vedendo la sfiducia degli eroi nei confronti suoi e di Wanda, Billy cerca di tornare a casa, ma scopre che Capitan America ha informato i suoi genitori di quanto accaduto in battaglia. Wiccan viene tenuto sotto osservazione, finché i Giovani Vendicatori non lo fanno scappare, incitandolo a cercare Scarlet nella speranza di guarirla dalla sua follia e convincerla a invertire i danni da lei commessi se dovesse vedere che i suoi figli sono vivi. In particolare, Stature spera che Wanda possa riportare in vita suo padre Ant-Man, ucciso da Maximoff quando ha perso il controllo. Si presenta anche Magneto, il quale rivela a Billy e Tommy di essere il loro nonno.
I Vendicatori combattono Magneto e i Giovani Vendicatori, ma Billy teletrasporta Magneto e la sua squadra in Transia, luogo di nascita di Scarlet; i Vendicatori decidono di lasciare che Billy trovi Wanda, per potersi poi occupare di entrambi. Tra i ragazzi si creano tensioni, in quanto Patriot rivela a Occhio di Falco di temere che i Vendicatori abbiano ragione e che dovrebbero tornare indietro, provocando la reazione arrabbiata di Kate; invece, Visione ha il timore che Stature voglia sacrificarsi per riportare in vita suo padre. Il gruppo raggiunge la tomba di Magda, la madre di Wanda, e Magneto racconta ai giovani la storia della nascita di Scarlet e Quicksilver. Quest'ultimo si scontra con Speed quando cerca di rapire Wiccan e cerca di uccidere Magneto, finché non si scopre che Wanda è prigioniera del Dottor Destino.
Quicksilver si unisce a Magneto e ai Giovani Vendicatori per recuperare Wanda da Latveria. Wiccan cerca segretamente di teletrasportarsi da solo sul posto, ma viene fermato dagli altri, salvo poi riuscire nell'intento dopo aver scritto una lettera a Hulking in cui si scusa e gli esprime il suo amore. Al castello di Destino, Wiccan si traveste da Scarlet per entrare e raggiungere la stanza della vera Wanda, che si scopre essere amnesica e in procinto di sposare Destino. Wiccan cerca di far ricordare alla madre la sua vita passata, ma viene messo fuori combattimento da Destino.
Destino spiega a Billy che Wanda è venuta da lui e che se ne è innamorato e Scarlet chiede al ragazzo di raccontarle tutto sul suo passato prima del matrimonio. Frattanto, Magneto e i Giovani Vendicatori progettano di introdursi nel castello di Destino per liberare Wiccan, entrando in conflitto con i Vendicatori e Wonder Man, che li hanno seguiti di nascosto. Nello scontro che ne segue, Wolverine va a cercare Wanda e Billy per ucciderli, ma viene fermato da Iron Lad, il quale sostiene che il futuro dipende dalla sopravvivenza di Wiccan.
Wanda recupera la memoria e i poteri e, su richiesta di Billy, usa la sua magia per determinare ufficialmente che lei è sua madre. I due si ricongiungono e Wanda decide di ripristinare i poteri dei mutanti ma, con la nascita di uno scontro tra X-Men e Vendicatori, Scarlet teletrasporta sé stessa e i Giovani Vendicatori a Latveria. Wiccan, Wanda e Destino pianificano di lanciare un incantesimo per ridare ai mutanti i loro poteri, ma Patriot, non fidandosi di Destino, gli lancia contro una freccia esplosiva, facendo sì che Destino ottenga i poteri di alterazione della realtà di Wanda. Ne segue una battaglia tra tutti gli eroi e Destino, al termine della quale Cassie muore e Wanda e Wiccan prosciugano il potere di Destino. Iron Lad cerca di portare il corpo di Cassie nel flusso temporale per riportarla in vita e, quando Visione lo ferma, viene distrutto. Wanda parte per ritrovare se stessa, mentre i Giovani Vendicatori decidono di sciogliersi. Incolpandosi per quanto accaduto, Wiccan cade in depressione, finché Hulking non gli chiede di sposarlo. I due tornano a indossare panni supereroistici insieme a Occhio di Falco e Speed e Capitan America li nomina Vendicatori a tutti gli effetti.

### Lo scontro con Madre
A causa delle perdite subite, i Giovani Vendicatori si separano e Billy e Teddy vanno a vivere dai genitori di Billy. I due litigano quando Billy scopre che Hulking ha infranto la loro promessa di smettere di fare gli eroi, andando a combattere il crimine di notte; per farsi perdonare per la discussione, Billy viaggia attraverso realtà e ne trova una identica alla loro, dalla quale salva la madre di Teddy portandola nel proprio universo. Tuttavia, l'essere si rivela un'entità chiamata Madre, un parassita multiversale che assume vari aspetti per trarre in inganno eventuali viaggiatori; sfuggendo ai tentativi di Madre di ucciderli, Billy e Teddy incontrano Loki, che spiega loro la vera natura di Madre. Quest'ultima riesce a manipolare la realtà rendendo tutti gli adulti il suo esercito personale, tranne i supereroi, che però vengono istigati a ignorare quanto succede. Billy, Teddy e Loki fanno squadra con Kate, Noh-Varr e America Chavez, quindi fuggono dalla Terra con l'astronave di Noh-Varr mentre Loki addestra Billy nella magia nella speranza di fargli invertire quello che ha fatto. Frattanto, Teddy inizia a sospettare di essere stato creato appositamente da Billy per riempire un vuoto affettivo nella sua vita.
La squadra viene richiamata sulla Terra dall'ex X-Men David Alleyne, il quale chiede loro aiuto per ritrovare Tommy, rapito da un individuo ignoto con indosso il costume di Patriot. America usa i suoi poteri per far viaggiare il gruppo tra gli universi e, nel corso del viaggio, si scopre che Billy è destinato a diventare un'entità nota come il Demiurgo, che cambierà le leggi della magia in ogni mondo e universo. Dopo un altro scontro con Madre, Teddy confessa a Billy i suoi timori sul loro rapporto, quindi si separano una volta tornati sulla Terra. Teddy si prende una pausa dai Giovani Vendicatori, ma viene rapito dalla Madre e i suoi amici si preparano a salvarlo. Loki propone un piano consistente nel consentire a Billy di accedere a una frazione del potere del Demiurgo sufficiente per uccidere la Madre e David chiama in aiuto tutti i supereroi con meno di ventitré anni. Loki sostiene di poter aiutare Billy solo se ha i suoi pieni poteri, quindi Billy usa un incantesimo per renderlo un giovane uomo piuttosto che un ragazzino. Teddy viene salvato dagli altri Giovani Vendicatori e raggiunge Billy sul campo di battaglia; lo rassicura e i due si baciano, atto che permette a Billy di liberare la sua parte di Demiurgo. In dotazione del suo nuovo potere, Billy uccide la Madre. La squadra festeggia il successo e Billy e Teddy riprendono la loro relazione felicemente, mentre Loki si separa dal gruppo temendo di essere una cattiva influenza per loro.

### New Avengers
La profezia di Loki e America si avvera subito dopo il reclutamento di Billy e Teddy da parte di Sunspot per diventare membri dei Nuovi Vendicatori, una squadra che lavora con l'AIM: un gruppo di ibridi Kree-Skrull arriva sulla Terra per convincere Teddy ad assumere il suo ruolo di imperatore che unirà le due razze, da sempre in guerra. Billy lo segue sul loro pianeta, venendo posseduto all'insaputa di tutti dal mago fantasma Moridun, che prende il controllo di Wiccan spingendolo a diventare sempre più violento e ad assumere il nome di Demiurgo. Un gruppo di Vendicatori giunge dal futuro per avvertire i Nuovi Vendicatori della minaccia e per uccidere Billy per sventare il pericolo, ma Teddy riesce a incitare Billy a combattere e a scacciare Moridun dal suo corpo.
Durante la seconda guerra civile tra Vendicatori, Wiccan unisce le forze con gli stregoni (tra cui sua madre Scarlet) guidati dal Dottor Strange per distruggere un Celestiale. Viene contattato poi da Sunspot, che convince Billy, Teddy e Squirrel Girl a riformare i Nuovi Vendicatori e a lavorare a fianco dell'AIM per un'ultima missione, ovvero salvare Songbird dallo SHIELD. Dopo aver affrontato il Creatore e i suoi Vendicatori, la squadra si scioglie in definitiva e Billy e Teddy ricevono un appartamento a New York da parte di Sunspot come ringraziamento, per potersi concentrare sulla propria vita personale.

### La guerra dei regni
Quando gli Elfi Oscuri invadono Manhattan, Billy viene convocato da Loki (inizialmente travestito da Kate Bishop), che cerca di convincerlo a schierarsi con Malekith e intende ottenere il suo perdono per aver tentato di manipolarlo per rubargli il suo potere, ma Billy rifiuta, dicendogli che non è stato l'unico a subire un torto. Durante la battaglia contro Malekith, Loki viene ucciso da Laufey sotto gli occhi di Billy e Teddy, che si abbracciano in cerca di conforto.

### Strikeforce
Billy si ritrova improvvisamente in una struttura medica che sfrutta armi biologiche insieme ad Angela, Spider-Woman, Spectrum e il Soldato d'Inverno, senza alcun ricordo di come sia arrivato lì. Vengono accolti da Blade, il quale spiega loro che il gruppo è stato preso da misteriosi mutaforma e incastrato per le loro azioni. Angela identifica rapidamente i mutaforma come asgardiani e la squadra li segue fino alla loro base. Wiccan è riluttante a unirsi alla missione, credendo che stiano facendo la cosa sbagliata tenendo i Vendicatori all'oscuro, ma si convince che sia meglio se poche persone siano a conoscenza dei mutaforma. Il gruppo viene attaccato da Daimon Hellstrom e, supponendo che sia un mutaforma sotto mentite spoglie, Blade lo uccide prima di ricevere una telefonata da Satana che spiega che suo fratello Daimon è con lei a Las Vegas e si comporta in modo strano. La squadra va al club di Satana e Wiccan ha il compito di distruggere il mutaforma, ma fa notare che i suoi poteri non gli permettono di resuscitare Hellstrom. Distruggere il mutaforma, che si scompone in creature più piccole che catturano Billy, prendono la sua forma e inviano tale copia a incontrare Hulkling. I mutaforma tengono il vero Wiccan in una cella dove rivelano di aver catturato anche il Dottor Destino e ordinano a Wiccan di usare i suoi poteri per ottenere i segreti di Destino. A causa della sua storia con Destino, Wiccan è preoccupato ma apprende rapidamente che quello catturato è un robot dalle sue fattezze, che Wiccan sfrutta per scappare. La squadra si ritira in un rifugio dove Wiccan affronta Daimon Hellstrom, appena resuscitato, sul motivo per cui stava lavorando con i mutaforma.

### Empyre
Teddy accetta il suo ruolo di sovrano dell'alleanza Kree-Skrull, anche a costo di lasciare Billy poco prima di sposarsi in tribunale.
L'alleanza si prepara ad invadere la Terra per "la guerra finale" e, quando Capitan Marvel e la Torcia Umana informano Billy, capisce che Teddy è stato sostituito da un impostore. Ritrovato il vero Hulking, lui, Wiccan, Capitan Marvel e la Torcia Umana giungono sulla nave ammiraglia dell'Alleanza; Wiccan usa la sua magia per permettere alla Torcia Umana e a Capitan Marvel di sopravvivere su un sole per domarlo, mentre Tony Stark e Mr. Fantastic riescono a impedire al sole di esplodere.
Billy e Teddy riescono a sposarsi in un elaborato matrimonio, unendo usanze ebraiche e Kree/Skrull. Alla cerimonia partecipano numerosi supereroi loro compagni e Wiccan viene incoronato principe consorte e mago di corte dell'alleanza.

### King in Black: Wiccan and Hulkling

Wiccan (a sinistra) sulla copertina del crossover Civil War: Giovani Vendicatori/Runaways

L'impero Shi'ar offre a Teddy e Billy il dono di una luna di miele sulle spiagge private dell'impero sul pianeta Little Chandilar. I due accettano di partire con la guardia del corpo di Teddy, Lauri-ell, ma il pianeta viene attaccato dai draghi simbionti di Knull. Wiccan e Hulkling respingono gli aggressori mentre Lauri-ell conduce i civili in fuga sulla nave dell'Alleanza Kree/Skrull. Nonostante le difficoltà, i due riescono nell'intento e, una volta tornati all'ammiraglia principale dell'Alleanza, si godono del tempo insieme.

## Poteri e abilità
Il potere mutante di Wiccan appare simile a quello della madre, di saper alterare la realtà con la sola forza di volontà, ma l'ampiezza dei suoi poteri non è stata ancora ben definita e mostrata. Billy, che ritiene di essere un mago (come la madre ritiene di essere una strega), focalizza questo suo potere soprattutto attraverso la pronuncia di incantesimi (un limite del suo potere è dato dal fatto che deve riuscire ad udire l'incanto che sta recitando, se vuole che esso abbia effetto, come dimostrato in Civil War: Runaways/Young Avengers), anche se in alcuni casi non ha mostrato la necessità di operare un incanto.
Inizialmente, attraverso i suoi poteri, Wiccan aveva mostrato la capacità di levitare e manipolare i fulmini. In seguito ha mostrato la capacità di creare illusioni (come ad esempio assumere le sembianze di un'altra persona), di saper creare campi di forza, di saper teletrasportare sé stesso ed altre persone, di saper localizzare un individuo attraverso la magia, di sapersi proiettare astralmente, di proiettare colpi di forza.
In Young Avengers (2013) Loki ha rivelato che Wiccan è destinato a diventare il Demiurgo, un'entità capace di creare universi all'interno del multiverso Marvel.

## Altri media

### Marvel Cinematic Universe
(Il Dottor Strange provando a far ragionare Scarlet Witch nel film Doctor Strange nel Multiverso della Follia)
Il personaggio appare all'interno del Marvel Cinematic Universe, interpretato da Julian Hilliard da bambino e da Joe Locke da adolescente.
- Nella miniserie televisiva WandaVision (2021), con i protagonisti Wanda Maximoff (Scarlet Witch) e Visione, Billy e suo fratello gemello Tommy sono generati dalla magia di Wanda quando quest'ultima crea inavvertitamente una finta realtà idilliaca nella cittadina di Westview, in cui è una casalinga sposata con Visione, del quale rimane incinta; al contrario degli abitanti e Visione, Billy e Tommy non sono soggetti al controllo della madre e contro il suo volere crescono di dieci anni subito dopo la loro nascita, manifestando a loro volta dei poteri (Billy eredita quelli di Wanda mentre Tommy quelli dello zio Pietro). Nonostante le azioni controverse di Wanda, i gemelli dimostrano di fidarsi ciecamente di lei, anche se mettono in dubbio la morale delle sue decisioni. Dopo essere stati rapiti dalla perfida strega Agatha Harkness, nel finale i due fratelli, insieme a Monica Rambeau, combattono gli agenti dello S.W.O.R.D. e quando si dissolve la barriera magica della Maximoff, si dissolvono a loro volta, dicendo addio a Wanda, che li ringrazia "per averla scelta come mamma".
- Nel film Doctor Strange nel Multiverso della Follia (2022), Wanda scopre dalle pagine dell'oscuro libro di Chthon, chiamato Darkhold, dell'esistenza di un altro universo, Terra-838, in cui una sua variante vive felicemente a Westview con Billy e Tommy vivi e vegeti. La donna cerca perciò di uccidere e rubare i poteri di America Chavez, così da potersi trasferire su Terra-838 e riunirsi coi figli, ma la ragazza mette Wanda davanti all'orribile realtà di ciò che è diventata quando i piccoli Billy e Tommy di Terra-838 fuggono terrorizzati alla sua vista e poi la attaccano come se fosse una pericolosa strega. Wanda, realizzato ciò che è diventata, rinuncia a loro.
- Billy torna come co-protagonista nella miniserie televisiva Agatha All Along (2024), seguito di WandaVision. Il personaggio compare inizialmente come “Ragazzino”, un misterioso adolescente ossessionato dalla stregoneria che libera Agatha dall’incantesimo di Wanda e la prega di condurlo sulla leggendaria Strada delle Streghe. Solo successivamente Agatha intuisce la sua vera identità e i poteri del ragazzo si risvegliano: un flashback svela che l’anima di Billy riuscì a sopravvivere dopo il dissolvimento della barriera su Westview insediandosi nel corpo di un tredicenne, William Kaplan, appena morto in un incidente stradale nella vicina Eastview. Insieme ad Agatha e alle streghe Jennifer Kale, Alice Wu-Gulliver, Lilia Calderu e Rio Vidal (la Morte), Billy affronta le diverse prove del percorso per ottenere il suo premio (riunirsi con Tommy), ma una volta superatele tutte, il ragazzo realizza di essere stato lui stesso a creare magicamente la Strada, in realtà una semplice invenzione fantasiosa di Agatha. Rio cerca di reclamare l’anima di Billy ma Agatha si consegna a lei al suo posto, morendo e tornando da Billy come fantasma per aiutarlo a trovare Tommy, anche lui trasferitosi in un nuovo corpo grazie alla magia del gemello.

### Videogiochi
- Wiccan compare come personaggio giocabile nel videogioco LEGO Marvel's Avengers.